# Hymenobelba domahidyi
Hymenobelba domahidyi är en kvalsterart som beskrevs av J. och P. Balogh 1983. Hymenobelba domahidyi ingår i släktet Hymenobelba och familjen Ameridae. Inga underarter finns listade i Catalogue of Life.